# Dignathe
Dignathe là một chi thực vật có hoa trong họ, Orchidaceae.